# La ópera de los tres centavos (película de 1931)
La ópera de los tres centavos (Die Dreigroschenoper) es un largometraje de Georg Wilhelm Pabst de 1931, inspirado en la pieza de teatro homónima de Bertolt Brecht.

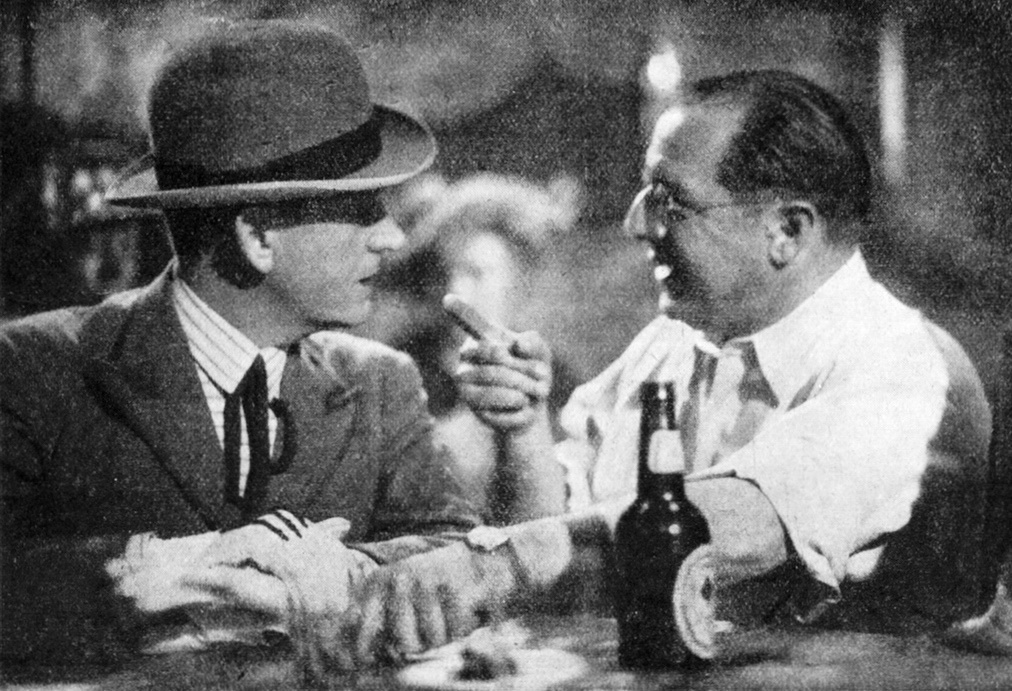
Foto de rodaje de la película: el actor Albert Préjean y el director G. W. Pabst.

## Argumento
La película se desarrolla en el inframundo londinense. El cabecilla Mackie Messer (Albert Préjean), al ir a acostarse con su habitual prostituta Jenny, descubre a la bella Polly, y decide inmediatamente casarse con ella. Su pandilla roba rapidísimo el decorado de una boda que esa misma noche tiene lugar. El comisario Tiger-Brown, amigo de Mackie, está presente en la fiesta.
El padre de Polly, Peachum, es el rey de los limosneros.

## Producción
La producción ejecutiva la hizo Nero-Film para Tobis-Tonbild-Syndikat y Warner Brothers. 

## Críticas
La crítica de aquel tiempo la suscitaron aspectos técnicos de los equipos de filmación y la actuación del actor principal Rudolf Forster.